# Nowa Kaledonia (wyspa)
Nowa Kaledonia (fr. Grande Terre – „Wielka Ziemia”) – największa wyspa archipelagu i terytorium Nowej Kaledonii, znajdująca się na Morzu Koralowym. Jest jednocześnie 53. pod względem wielkości wyspą na świecie, 22. na Pacyfiku, 6. na południowym Pacyfiku, 2. na Morzu Koralowym i największą wyspą Francji (do której należy cała Nowa Kaledonia), dwukrotnie większą od Korsyki. Stanowi 88% całego terytorium Nowej Kaledonii.

## Geografia

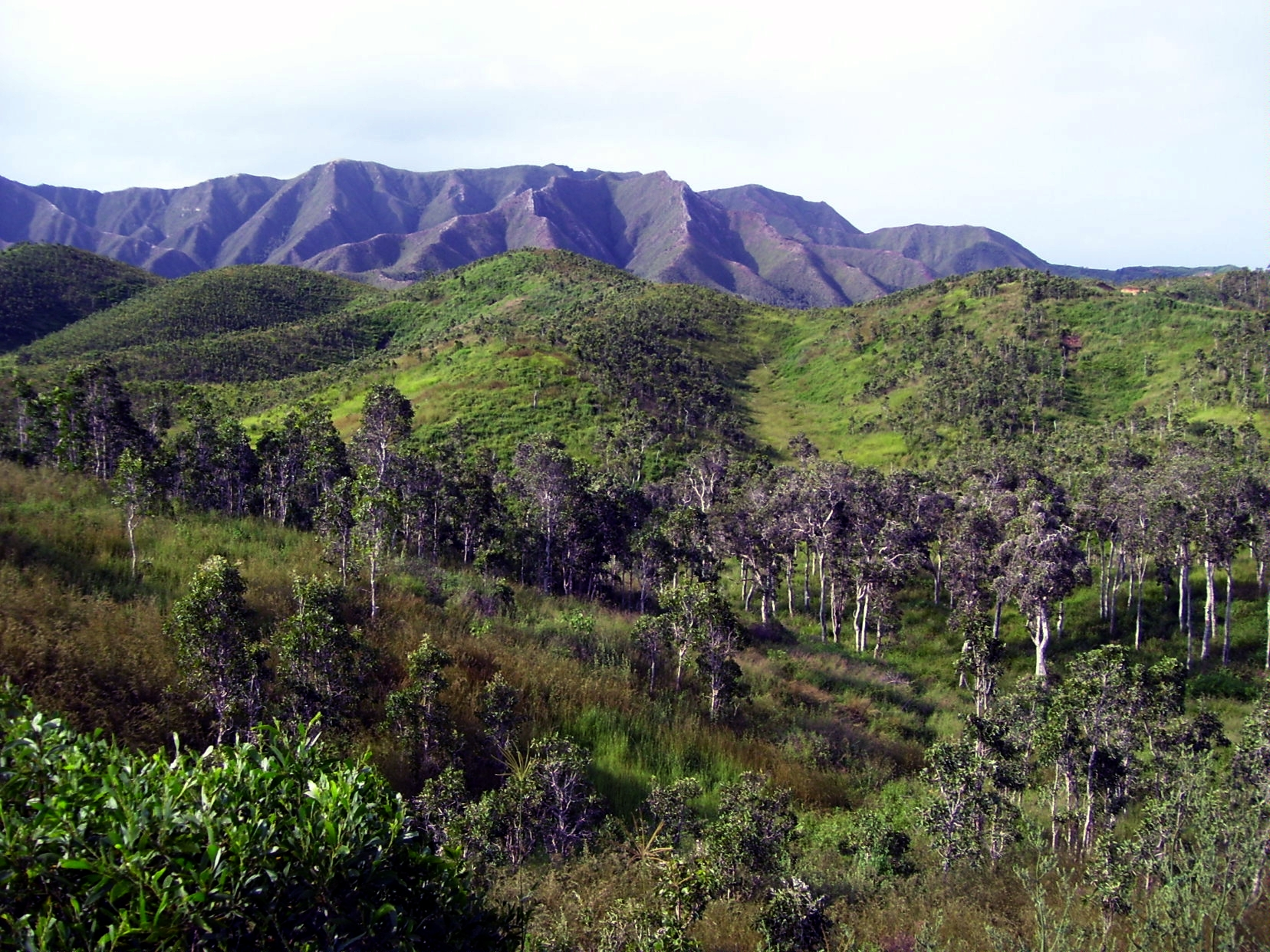
Krajobraz wybrzeża zachodniego

Wyspa Nowa Kaledonia ma powierzchnię 16 346 km². Jest długa na 350 km i szeroka na 70 km. Na całej długości wyspy wznosi się masyw górski Chaîne centrale z czterema szczytami osiągającymi ponad 1500 m n.p.m. Najwyższym szczytem wyspy jest góra Mont Panié (1628 m), drugim co do wysokości Mont Humboldt (1618 m). Wzdłuż wybrzeża wyspy ciągnie się nowokaledońska rafa koralowa, druga po Wielkiej Rafie Koralowej największa rafa koralowa świata. Najdłuższą rzeką wyspy jest długa na 50 km rzeka Diahot. Największym miastem jest stolica Nowej Kaledonii, Numea.